# Hainan-Rattenigel
Der Hainan-Rattenigel (Neohylomys hainanensis) ist eine Igelart aus der Unterfamilie der Rattenigel (Galericinae), die auf der chinesischen Insel Hainan endemisch ist.

## Merkmale
Der Hainan-Rattenigel erreicht eine Kopf-Rumpf-Länge von 13,2 bis 14,7 Zentimetern und eine Schwanzlänge von 3,6 bis 4,3 Zentimetern. Sein Gewicht beträgt rund 50 bis 70 Gramm. Die Hinterfüße haben eine Länge von 21 bis 36 Millimeter. Im Vergleich zu den Kleinen Rattenigeln hat der Hainan-Rattenigel einen verhältnismäßig langen Schwanz, der etwa 30 % der Kopf-Rumpf-Länge ausmacht und länger als die Hinterfüße ist. Sein Fell ist an der Oberseite rotbraun gefärbt und weist einen schwarzen Rückenstreifen auf, die Unterseite ist heller, meist hellgrau oder gelblich. Wie bei den Kleinen Rattenigeln ist die Schnauze beweglich und verlängert und dient dazu, im Erdboden nach Nahrung zu suchen.

## Verbreitung

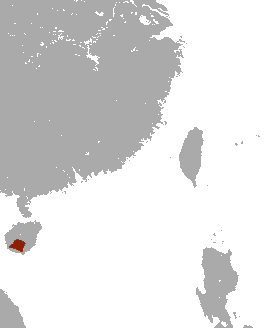
Verbreitungsgebiet des Hainan-Rattenigels

Das Verbreitungsgebiet des Hainan-Rattenigels ist auf die chinesische Insel Hainan beschränkt.

## Lebensweise
Über die Lebensweise der Hainan-Rattenigel ist kaum etwas bekannt. Ihr Lebensraum sind tropische und subtropische Regenwälder, wo sie sich meist am Boden aufhalten. Als Schlafplätze dienen ihnen unterirdische Baue. Die Nahrung dürfte wie bei den Kleinen Rattenigeln vorrangig aus Insekten und Würmern bestehen.

## Systematik
Der Hainan-Rattenigel wird als eigenständige Art und Gattung den Rattenigeln (Galericinae) innerhalb der Igel (Erinaceidae) zugeordnet. Hainan-Rattenigel sind eng mit den Kleinen Rattenigeln (Hylomys) verwandt, denen sie von einzelnen Autoren zugeordnet wurden, unterscheiden sich aber durch den längeren Schwanz, die Anzahl der Zähne und die etwas größeren Ausmaße. 

## Gefährdung und Schutz
Die Art wird von der International Union for Conservation of Nature and Natural Resources (IUCN) aufgrund des sehr kleinen Verbreitungsgebiets, das auf die Insel Hainan beschränkt ist, und der Zerstörung ihres Lebensraums durch Abholzung der Feuchtwälder sowie der Ausweitung landwirtschaftlicher Flächen als bedroht (endangered) gelistet.
Die Populationen dieser Art werden als sehr klein eingeschätzt, aktuelle Daten über die Populationsgröße liegen jedoch nicht vor.

## Belege
1. 1 2 3 4 5  Hainan Gymnure. In: Andrew T. Smith, Yan Xie (Hrsg.): A Guide to the Mammals of China. Princeton University Press, Princeton NJ u. a. 2008, ISBN 978-0-691-09984-2, S. 296.
2. 1 2 3  Ronald M. Nowak: Walker's Mammals of the World. 2 Bände. 6. Auflage. Johns Hopkins University Press, Baltimore MD u. a. 1999, ISBN 0-8018-5789-9.
3. 1 2 3  Neohylomys hainanensis in der Roten Liste gefährdeter Arten der IUCN 2012.2. Eingestellt von: Andrew T. Smith, C.H. Johnston & D. Lunde, 2008. Abgerufen am 15. November 2012.
4. 1 2   Neohylomys hainanensis (Memento des Originals vom 9. November 2013 im Internet Archive)  Info: Der Archivlink wurde automatisch eingesetzt und noch nicht geprüft. Bitte prüfe Original- und Archivlink gemäß Anleitung und entferne dann diesen Hinweis.. In: Don E. Wilson, DeeAnn M. Reeder (Hrsg.): Mammal Species of the World. A taxonomic and geographic Reference. 2 Bände. 3. Auflage. Johns Hopkins University Press, Baltimore MD 2005, ISBN 0-8018-8221-4.